# Utopolis
Utopolis est un roman utopique d'anticipation technique de l'écrivain allemand Werner Illing publié en 1930.

## Résumé
Karl et Heinz, deux marins de Hambourg, échouent sur les côtes d'Utopie, un monde sans classes sociales, ni titres de propriété. Ils y découvrent une civilisation très avancée, entièrement tournée vers le progrès technique. Mais les derniers capitalistes qui vivent encore retranchés dans le quartier d'U-Privée trament un sombre complot qui pourrait bien signer la fin de cette communauté idéale. Karl et Heinz auront pour mission d'aider les Utopiens à défendre leur monde solidaire contre les affres de l'individualisme et de l'appât du gain.

## Présentation de l'œuvre
Le roman Utopolis fut tout d'abord conçu comme un roman-feuilleton destiné à paraître dans un journal du parti socialiste allemand SPD. Mais l'auteur le remanie finalement pour le publier en un volume aux éditions Der Bücherkreis en 1930. Composé de 39 chapitres de longueur variable, le récit de Werner Illing raconte l'histoire de la lutte acharnée des capitalistes contre l'idéal d'une communauté humaine solidaire et sans propriété privée.
Comme son titre l'indique, Werner Illing situe son roman dans la tradition de l'utopie inaugurée par Thomas More dont il reprend quelques codes et clichés littéraires. La scène d'ouverture, par exemple, est un grand classique avec la mise en scène du naufrage de deux marins qui échouent sur les côtes d'un État idéal.

## Anticipation technique
Publié en 1930, le roman de Werner Illing anticipe de nombreuses inventions techniques dont :
- le train à sustentation magnétique ;
- la télévision ;
- les méthodes d'apprentissage hypnotiques pendant le sommeil ;
- la mécanisation à outrance des processus de production industrielle ;
- les hologrammes animés avec la cinématographie en trois dimensions ;
- les drones avec les avions sans pilote téléguidés ;
- la voiture autonome.

## Satire de la République de Weimar
Sans véritablement écrire un roman à clef, Werner Illing met en scène de nombreux personnages ou faits historiques qui ont marqué la fin de l'empire allemand et la République de Weimar :
- la traîtrise de l'empereur Guillaume II qui fuit en Hollande après la défaite allemande de la Première Guerre mondiale ;
- les dissensions au sein de la gauche allemande et du mouvement ouvrier pendant la République de Weimar ;
- les manœuvres politiques et financières peu scrupuleuses de l'industriel et spéculateur Hugo Stinnes ;
- le personnage d'Adolf Hitler avec ses attributs classiques : petite moustache et croix gammée ;
- les principes fondateurs de la République des conseils de Bavière qui se solda historiquement par un échec.

## Critiques
- Le roman Utopolis de Werner Illing a été considéré par le critique autrichien Franz Rottensteiner comme l'un des meilleurs romans d'anticipation de la République de Weimar[1].

- L'écrivain et critique français Daniel Walther cite le roman Utopolis de Werner Illing dans la préface à son anthologie de science-fiction allemande en 1980[2].

## Édition française
- Werner Illing, Utopolis, traduit de l'allemand par Philippe Guilbert, éditions Nilsane, coll. "Arche de Noé", 2009, 277 p.,  (ISBN 978-2-9530096-5-1).